# Vesti la giubba

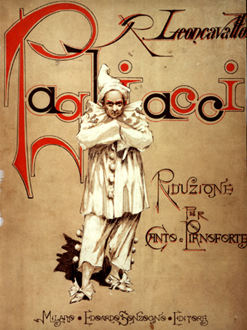
Обкладинка першого видання опери «Паяци».

«Смійся паяце» (італ. Vesti la giubba) — відома тенорова арія з опери «Паяци», написаної Руджеро Леонкавалло у 1892. «Vesti la giubba» завершує перший акт, коли Каніо виявляє невірність дружини, але, все одно має готуватися до виступу в ролі клоуна Паяци.
Арія вважається однією з найзворушливіших в оперному репертуарі того часу. Біль Каніо зображується в арії на прикладі поняття «трагічний клоун»: посміхається зовні, але плаче всередині. Як і раніше, сьогодні також роль клоуна часто передбачає намальовані сльози на щоці виконавця.
Запис цієї арії у виконанні Енріко Карузо (1904) став першим в історії, проданим мільйонним тиражем.
Ця арія часто використовується в популярній культурі, і виконується у багатьох виступах, інтерпретаціях і пародіях. Відома українська версія запису цієї арії у виконанні соліста Київського оперного театру ім. Т. Шевченка (зараз — Національна опера України) Сергія Дубровіна. 

## Слова
| Італійською мовою (оригінальний текст Леонкавалло) | Українською мовою (переклад з італійської Володимира Книра) |
| --- | --- |
| Recitar! Mentre preso dal delirio, non so più quel che dico, e quel che faccio! Eppur è d'uopo, sforzati! Bah! Sei tu forse un uom? Tu se' Pagliaccio! Vesti la giubba, e la faccia infarina. La gente paga, e rider vuole qua. E se Arlecchin t'invola Colombina, ridi, Pagliaccio, e ognun applaudirà! Tramuta in lazzi lo spasmo ed il pianto in una smorfia il singhiozzo e 'l dolor, Ah! Ridi, Pagliaccio, sul tuo amore infranto! Ridi del duol, che t'avvelena il cor! | Знову грай! В стані дивної хвороби більш не знаю, що кажу й що роблю. Це, втім, необхідно... примусь себе! Ба, чи людина ти? Ні, ти — паяц! Одягнись як всі, грим з борошна зроби-но, бо ж за гримаси платять люди і за сміх. Хай навіть Арлекін украде Коломбіну, смійся, паяце, задовольняючи їх. Безглуздим реготом гамуючи зітхання та під машкарою тамуючи свій біль, Смійся, паяце, над безталанним коханням. Смійся від горя, завданого тобі. |